# Eulacophyllum cultelliforme
Eulacophyllum cultelliforme är en bladmossart som beskrevs av William Russell Buck och Robert Root Ireland 1985. Eulacophyllum cultelliforme ingår i släktet Eulacophyllum och familjen Stereophyllaceae. Inga underarter finns listade i Catalogue of Life.